# Giovanni Antonio Fontana

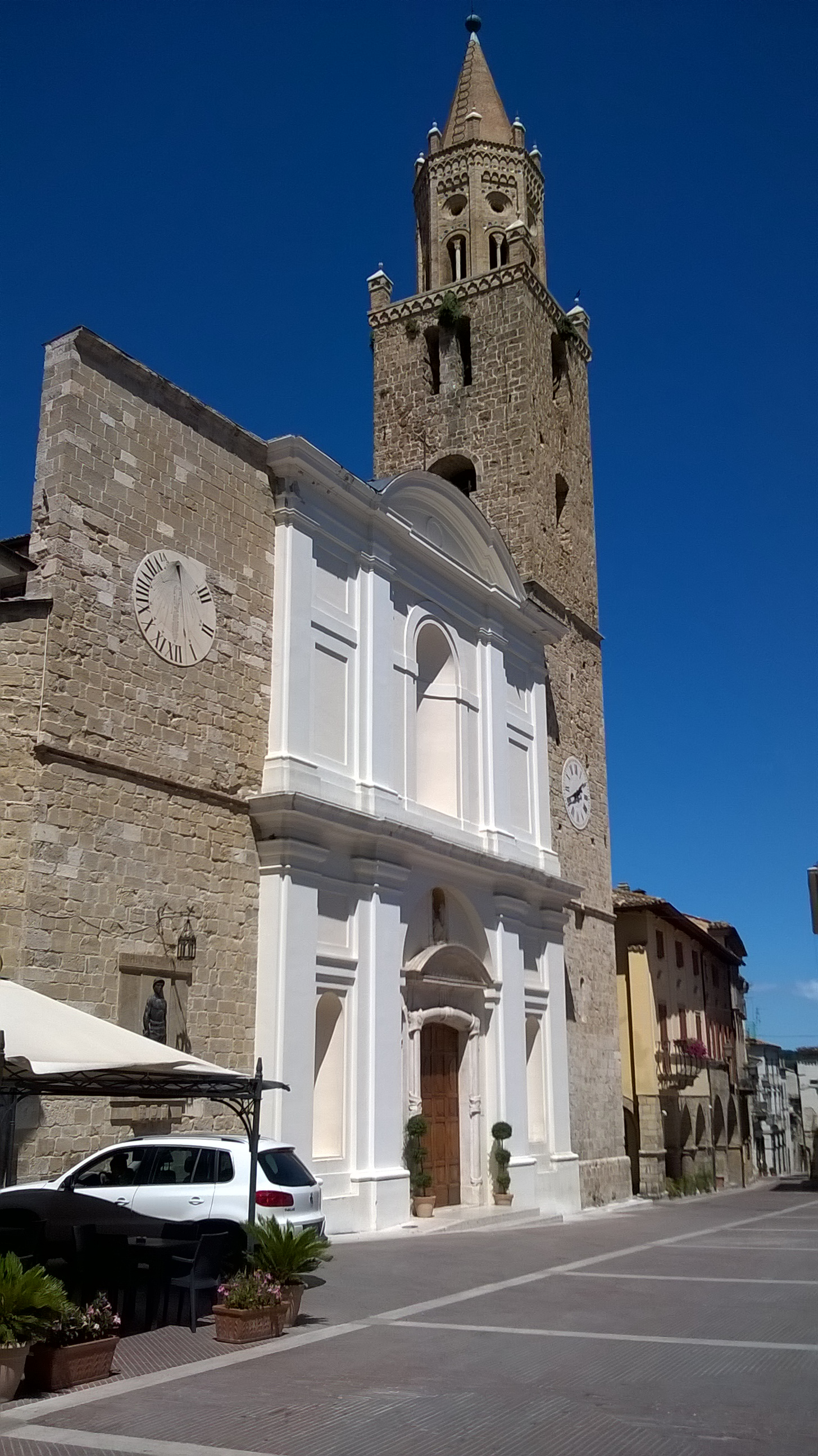
Facciata della Collegiata di Santa Maria in Plàtea a Campli, opera del Fontana

Giovanni Fontana (Cabbio, 2 ottobre 1738 – Penne, 18 ottobre 1803) è stato un architetto italiano operante in Abruzzo nella seconda metà del Settecento.

## Biografia
Nato nella terra di Cabbio - nel Canton Ticino in Svizzera, già Diocesi di Como - nel 1738 da Sebastiano e Maria Margherita Fontana, visse l'infanzia e la giovinezza nel piccolo paese ticinese dove imparò l'arte del progettista. Suo padre Sebastiano e suo nonno Francesco operarono nella prima metà del Settecento in Valcamonica dove progettarono chiese e palazzi. Suo antenato era Marcantonio Fontana, che agli inizi del Seicento compì lavori presso il Quirinale e Santa Maria Maggiore a Roma.
Prima del 1767 giunse a Penne in Abruzzo dove si sposò con Marianna Di Giovacchino alias Grelli (Penne, 19-02-1745 - Penne, 1804); a partire dall'anno successivo operò in tutto il territorio abruzzese in qualità di "mastro fabbricatore e perito nell'arte di stimare ed apprezzare le fabbriche". 
A Fontana si deve la facciata della chiesa di Santa Maria di Colleromano di Penne, realizzata nel 1792 (però demolita nel 1955 per riportarla allo stile medievale); un disegno (del 1786) della facciata della Cattedrale di Lanciano, mai messo in opera perché la facciata verrà costruita nel 1819 da Eugenio Michitelli (però nel 1785 corresse gli errori dei disegni di Carlo Fantoni); il disegno della chiesa madre di San Nicola ad Orsogna del 1780, messo in opera da lui stesso e proseguito poi nel 1810 dal pennese Aniello Francia con alcune innovazioni; la facciata oggi è una ricostruzione dell'originale a causa dei bombardamenti della guerra. 
In seguito Fontana eseguì un progetto di riattamento di San Cetteo in Pescara nel 1783, ossia la vecchia chiesa a pianta circolare di Santa Gerusalemme poi distrutta nel 1892; spaccato della Chiesa parrocchiale di Civitaretenga di Navelli; eresse il nuovo seminario di Penne accanto al Duomo, voluto dal vescovo Calcagnini nel 1793; progettò la Chiesa di Santa Maria degli Angeli in Bisenti e un ponte sul fiume Fino; a lui si deve infine la facciata della Chiesa di Santa Maria in Platea di Campli (1793). Fu anche ingegnere del Genio militare di Pescara sulla fine del XVIII secolo.

### I "Fratelli Fontana", capimassa briganti
Mastre Giuvannène (come veniva chiamato a Penne e in Abruzzo) e sua moglie Marianna ebbero otto figli: Maria, nata a Penne nel 1768 e sposata a Castilenti; Carlo, nato a Penne il 3 febbraio 1772, sposato a Tortoreto con Petronilla Barchese, deportato dai francesi nel febbraio 1806; Antonia, nata a Penne  nel 1774, e sposata con il sindaco di Bisenti Francesco Valente; Giuseppe, soprannominato dal Palma l'Occupante, nato a Penne il 28 maggio 1776 e sposato con Maria Pentima; Maddalena, nata a Penne nel 1778 e sposata anch'ella a Castilenti; Giustino, nato a Penne il 12 maggio 1781 e morto a Teramo il 25 giugno 1799 durante una congiura contro la famiglia Marini (i Renneluni); Domenico, nato a Penne il 9 gennaio 1785 ed infine Alba, nata a Penne nel 1787, della quale non si hanno notizie.
Giovanni Antonio Fontana è stato anche un capomassa brigante. Infatti egli era altresì noto, insieme ai suoi figli Carlo, Domenico, Giuseppe e Giustino (i cosiddetti "fratelli Fontana") per aver preso possesso della città di Teramo il primo maggio del 1799 dopo che essa era stata liberata dall'invasore francese ad opera della banda del prete De Donatis. La vicenda dei fratelli Fontana è narrata sia dallo storico Niccola Palma che dal sacerdote contemporaneo Carlo Januarii. Partiti da Penne alla volta di Teramo, giunsero avendo al seguito centinaia di rivoltosi alle porte del capoluogo, dove il figlio Carlo sfidò il De Donatis puntandogli contro un cannone posto in corso San Giorgio; fu per l'intermediazione di un civile di Teramo che il De Donatis ebbe salva la vita. . La banda del sacerdote brigante, molto più numerosa di quella dei fratelli Fontana, si ritirò dalla città. Una volta divenuti i padroni di Teramo i fratelli Fontana la governarono per mesi fino all'arrivo del generale Rodio, sottomettendo anche i componenti della locale famiglia Marini in seguito a una congiura nella quale morì Giustino. Noti per la loro audacia e ferocia, ritornarono in auge nel 1806, durante la seconda venuta francese, ma la sorte che subirono stavolta fu diversa. Carlo fu deportato dopo aver esortato invano i fratelli ad accogliere i francesi. Domenico fu coinvolto in una congiura e portato a Teramo. Giuseppe si rifugiò a Bolognano presso un amico fidato ma venne presto scoperto ed arrestato. Condannati a morte da una commissione militare presieduta da Orazio Delfico, Domenico e Giuseppe vennero quindi fucilati con l'accusa di brigantaggio insieme al cognato Antonio Pentima, loro complice, e ai frati Giuseppe Ranalli e Giovanni Flaminii, rei di spionaggio e di detenzione di armi. Carlo Fontana invece, unico figlio maschio sopravvissuto, dopo la detenzione in Francia tornò nel Regno delle Due Sicilie dove si trasferì a Napoli, convolò a seconde nozze con donna Rosa Buonconto, figlia di un impiegato al casermaggio militare e divenne Capitano della Regia piazza di Napoli, dove morì anziano nel 1838.